# Denial (2016)
Denial is een Brits-Amerikaanse biografische film uit 2016, geregisseerd door Mick Jackson. De film is gebaseerd op het boek History on Trial: My Day in Court uit 2005 van Deborah Lipstadt. Het dramatiseert de zaak Irving v Penguin Books Ltd, waarin Lipstadt, een Holocaust-geleerde, werd aangeklaagd door Holocaust-ontkenner David Irving wegens smaad. De hoofdrollen worden vertolkt door Rachel Weisz, Tom Wilkinson, Timothy Spall, Andrew Scott, Jack Lowden, Caren Pistorius en Alex Jennings.

## Verhaal
Deborah Lipstadt is een Amerikaanse professor, historicus en expert op het gebied van de Holocaust, wiens beweringen werden aangevochten door David Irving, een nazi-sympathiserende schrijver. Hij besluit Lipstadt en de uitgever aan te klagen omdat ze hem ervan beschuldigen Holocaust-ontkenner te zijn. Het blijft aan Lipstadt en zijn verdediging, onder leiding van advocaten Anthony Julius en Richard Rampton, om te bewijzen dat Irving loog over de Holocaust.

## Rolverdeling
| Acteur          | Personage        |
| --------------- | ---------------- |
| Rachel Weisz    | Deborah Lipstadt |
| Tom Wilkinson   | Richard Rampton  |
| Timothy Spall   | David Irving     |
| Andrew Scott    | Anthony Julius   |
| Jack Lowden     | James Libson     |
| Caren Pistorius | Laura Tyler      |
| Alex Jennings   | Sir Charles Gray |

## Release
De film ging in première op 11 september 2016 op het Internationaal filmfestival van Toronto.

## Ontvangst
De film ontving over het algemeen gunstige recensies van critici. Op Rotten Tomatoes heeft Denial een waarde van 83% en een gemiddelde score van 6,80/10, gebaseerd op 169 recensies. Op Metacritic heeft de film een gemiddelde score van 63/100, gebaseerd op 34 recensies.

## Prijzen en nominaties
De belangrijkste:
| Jaar | Prijs        | Categorie         | Genomineerde(n)                                       | Uitslag     |
| ---- | ------------ | ----------------- | ----------------------------------------------------- | ----------- |
| 2017 | BAFTA Awards | Beste Britse film | Mick Jackson, Gary Foster, Russ Krasnoff & David Hare | Genomineerd |